# Academia Internacional de Órgano de Granada
La Academia Internacional de Órgano de Granada es un festival internacional musical dedicado al órgano y celebrado anualmente a mediados del mes de septiembre en la ciudad de Granada. Está organizado por la Real Academia de Bellas Artes de Nuestra Señora de las Angustias de Granada, y la presidencia del festival le corresponde asimismo al Director de la Academia, cargo que ejerce Jesús García Calderón en la actualidad. Actualmente, está patrocinado por el Ayuntamiento de Granada y algunas entidades como la Obra Social de la Caixa.

## Historia
El festival fue fundado en 2001 por la Real Academia de Bellas Artes de Nuestra Señora de las Angustias de Granada, y su puesta en funcionamiento se debió fundamentalmente al esfuerzo de su antiguo Director, José García Román. Los objetivos del mismo son la divulgación del órgano y su música en sus vertientes concertística, pedagógica y divulgativa, así como el apoyo a los jóvenes organistas y la composición para órgano.
El festival tiene com predecesor el I Concurso de Composición para Órgano, convocado en Granada en 2001, así como en la Bienal de Jóvenes Organistas de 2002. No obstante, la primera edición del festival con el nombre y funcionamiento actuales fue la de 2003, pasando a abarcar desde entonces todos los acontecimientos relacionados con el órgano que organiza la Real Academia.
A lo largo de estos años se han impartido clases magistrales por los profesores Monserrat Torrent (España), Enrico Viccardi (Italia), Henri Porteau (Francia), Georges Guillard (Francia) y Hans Fagius (Suecia).
Desde su fundación, han participado en la academia organistas de la talla de Juan María Pedrero, Georges Guillard, Esteban Landart, Enrico Viccardi, Antonio Linares, Javier Artigas, Michel Bouvard, Miguel Bernal Ripoll, Montserrat Torrent, Andrés Cea, Hilmar Gertschen, Henri Porteau, Hans Fagius, Concepción Fernández Vivas y Mónica Melcova, entre otros.